# Dodechariesthes erlangeri
Dodechariesthes erlangeri – gatunek chrząszcza z rodziny kózkowatych i podrodziny zgrzypikowych. Jedyny przedstawiciel rodzaju Dodechariesthes.

## Zasięg występowania
Występuje w Afryce Wschodniej na terenach Somalii.